# Be Love (rivista)
Be Love è una rivista contenitore giapponese di proprietà del gruppo Kōdansha e indirizzata principalmente a giovani donne e adulte nella prima maturità. Raccoglie storie di genere josei principalmente di genere slice of life che rappresentino l'esistenza quotidiana delle lettrici.
Secondo un sondaggio, la maggior parte delle lettrici di Be Love è composta da casalinghe e giovani donne in carriera. Le studentesse rappresentano circa l'8% del pubblico.
Waki Yamato, mangaka famosa per aver pubblicato Una ragazza alla moda, è una delle autrici di punta di questa rivista.

## Storia
La rivista ha debuttato nel 1980 col nome di Be in Love, successivamente è stata rinominata nel 1982.
Be Love è stata la prima rivista con target josei lanciata sul mercato ed ha significativamente contribuito all'aumento di popolarità che questo genere manga ha avuto nel corso dei decenni. 
Dagli anni Novanta ad oggi la sua tiratura è più che dimezzata e deve confrontarsi con molti popolari concorrenti come You e Jour, rimane però una delle riviste leader di questo genere.

## Serie
- - Aishiteru: Kaiyō di Minoru Itō (2006–2007)
  - Chihayafuru di Yuki Suetsugu (2007–2022)
  - Daisuki!! Yuzu no Kosodate Nikki di Mizuho Aimoto (2005–2012)
  - Lady Love: Aisuru Anata e di Hiromu Ono (2005–2010)
  - Peach Girl Next di Miwa Ueda (2016–in corso)
  - Seito Shokun! Kyōshi-hen di Yōko Shōji (2004–2011)
  - Seito Shokun! Saishū-shō: Tabidachi di Yōko Shōji (2011–in corso)
  - Waru di Jun Fukami (1988–1997)
  - Door wo Aketara Satsui di Chikako Kikukawa (1989)
  - Akuryou-sama Oteyawaraka ni di Chikako Kikukawa (1993)
  - Satsujin Sales di Chikako Kikukawa (1993)
  - Nishi Muku Samurai di Waki Yamato (1997-2001)
  - Seito Shokun!: Kyoushi-hen di Yoko Shouji (2003-2011)
  - Kurenai Niou di Waki Yamato (2004-2007)
  - Glass no Isu di Mariko Nakamura (2004-2006)
  - Daisuki!!: Yuzu no Kosodate Nikki di Mizuho Aimoto (2005-2012)
  - Momokan di Kikuno Shirakawa (2005-in corso)
  - Haru Koi di Yuki Suegutsu (2007)
  - Ishtar no Musume: Ono no Otsuu Den di Waki Yamato (2009- in corso)
  - Minamoto Hakase no Ijou na xx di Miyuki Yorita (2009-2011)
  - Meiji Hiiro Kitan di Rikachi (2011-2014)
  - Yankideka di Miyuki Yorita (2011 - 2012)
  - Himawari!!: Sorekara no Daisuki!! di Mizuho Aimoto (2012-2016) sequel di Daisuki!!
  - Navigatoria di Nikki Asada (2012-2014)
  - Shunkashuutou Days di Sakura Fujisue (2012-2014)
  - Atokata no Machi di Yuki Ozawa (2013-2015)
  - Hito wa Mitame ga 100 Percent di Hiromi Ookubo (2013-2015)
  - Kemonomichi di Saku Yamaura (2013-in corso)
  - Shura no Dress di Miyuki Yorita (2013-2014)
  - Haji to Yamao di Natsumi Ando (2014-2015)
  - Meiji Melancholia di Rikachi (2014- in corso)
  - Sukutte Goran di Ai Okaue (2014)
  - Kagami no Mae de Aimashou di Eri Sakai (2015-2016)
  - Sankaku Yanemachi Apart di Sakura Fujisue (2015-2016)
  - Watashitachi wa Douka shiteiru di Natsumi Ando (2016- in corso)